# Могилко, Константин Викторович
Константин Викторович Могилко (укр. Могилко Костянтин Вікторович; 1978—2014) — лётчик первого класса, командир экипажа самолёта-разведчика Ан-30Б, полковник Вооруженных сил Украины. Герой Украины (2014, посмертно).

## Биография
Родился 27 мая 1978 года в Виннице.
В 1995 году окончил среднюю школу № 23, а в 1999 году — Харьковский институт лётчиков (ныне — Харьковский университет Воздушных сил имени Ивана Кожедуба). В 2003 году заочно закончил Государственную лётную академию Украины
Военную службу проходил в Львовской авиационной бригаде, позже — в Борисполе (Киевская область) в составе 15-й авиационной транспортной бригады в эскадрильи «Голубая тропа», работал по программе «Открытое небо».
Погиб 6 июня 2014 года — его самолет был сбит во время проведения аэрофотосъёмки в небе над Славянском (Донецкая область).
Похоронен на кладбище в районе Пирогово в Виннице.

## Награды
- Звание Герой Украины c удостаиванием ордена «Золотая Звезда» (20 июня 2014 года) — за исключительное мужество и героизм, несломленность духа в борьбе за независимое Украинское государство, верность военной присяге (посмертно).[3]
- Медаль «За военную службу Украине» (6 декабря 2012 года).[4]